# Церква Успіння Пресвятої Богородиці (Кочетовська)
Церква Успіння Пресвятої Богородиці (рос. Церковь Успения Пресвятой Богородицы) — православний храм в станиці Кочетовська Ростовської області ; Волгодонська єпархія, Семикаракорське благочиння.
Адреса: Ростовська область, Семикаракорський район, станиця Кочетовська, вулиця Набережна, 7.

## Історія
З справ Консисторського архіву Церковно-археологічних установ випливає, що вже в 1720 році в станиці була дерев'яна церква в ім'я Святого Миколи Чудотворця, і в ній служив священик Федот Захаров, який прийшов з Коломенської єпархії. Відомостей про те, коли вона була побудована, немає.
Нова дерев'яна церква в ім'я Успіння Божої матері з боковим вівтарем Святого Миколи Чудотворця зведена в 1743 році і освячена в 1744 році. У 1758 році жителі станиці Кочетовської повідомили у Воронезьку духовну консисторію, що церква пошкоджена через погодні умови. Але нова, третя за рахунком, церква закладена тільки 5 серпня 1762 року, а освячена у 1763 році (теж дерев'яна). Цей храм проіснував по 1816 рік, коли в жовтні місяці він згорів. Замість нього станичники побудували кам'яний молитовний будинок, який освячений 20 липня 1817 року. У наступному році закладений новий кам'яний храм з дзвіницею, побудований в 1825 році і освячений 27 вересня 1827 року, який існує по теперішній час. Успінню Пресвятої Богородиці був присвячений центральний приділ храму, два інших освячено в ім'я Петра і Павла, а також святителя Миколи.
Свято-Успенський храм у станиці Кочетовській пережив Жовтневу революцію і Громадянську війну, ставши єдиним в Семикаракорському районі, який у радянські роки не був закритий. У 1942 році німецька бомба потрапила в дзвіницю; у війну храм втратив і свої дзвони, які відвезли у невідомому напрямку військові люди. Після звільнення станиці від німецької окупації, що тривала з серпня 1942 по січень 1943 року, церква знову запрацювала. У «хрущовські» часи, з 1963 по 1967 роки, церква була закрита. Своїм відродженням храм зобов'язаний зусиллям письменника Віталія Закруткіна, який клопотав у Москві про його відкриття.
Після розпаду СРСР розпочалися роботи по відновленню Кочетовської станичної церкви. Силами парафіян виконані внутрішні оздоблювальні роботи, зведений іконостас, відремонтований вівтар, встановлено нові хрести; територія церкви упорядкована і обнесена огорожею.
Настоятель — священик Артемій Батишев.